# Annibale Caracciolo
Annibale Caracciolo (falecido em 1605) foi um prelado católico romano que serviu como bispo de Isola (1562–1605).

## Biografia
No dia 4 de maio de 1562, Annibale Caracciolo foi nomeado Bispo de Isola durante o papado de Pio IV, onde serviu como bispo até à sua morte em 1605. Enquanto bispo, foi o principal co-consagrador de Giulio Antonio Santorio, Arcebispo de Santa Severina (1566).